# Schron w Zadnim Kościelcu
Schron w Zadnim Kościelcu – jaskinia, a właściwie schronisko, w Dolinie Gąsienicowej w Tatrach Wysokich. Wejście do niej znajduje się poniżej Kościelcowej Przełęczy, na przedłużeniu zachodniej ściany Zadniego Kościelca, na wysokości 1910 m n.p.m. Jaskinia jest pozioma, a jej długość wynosi 5,5 metrów.

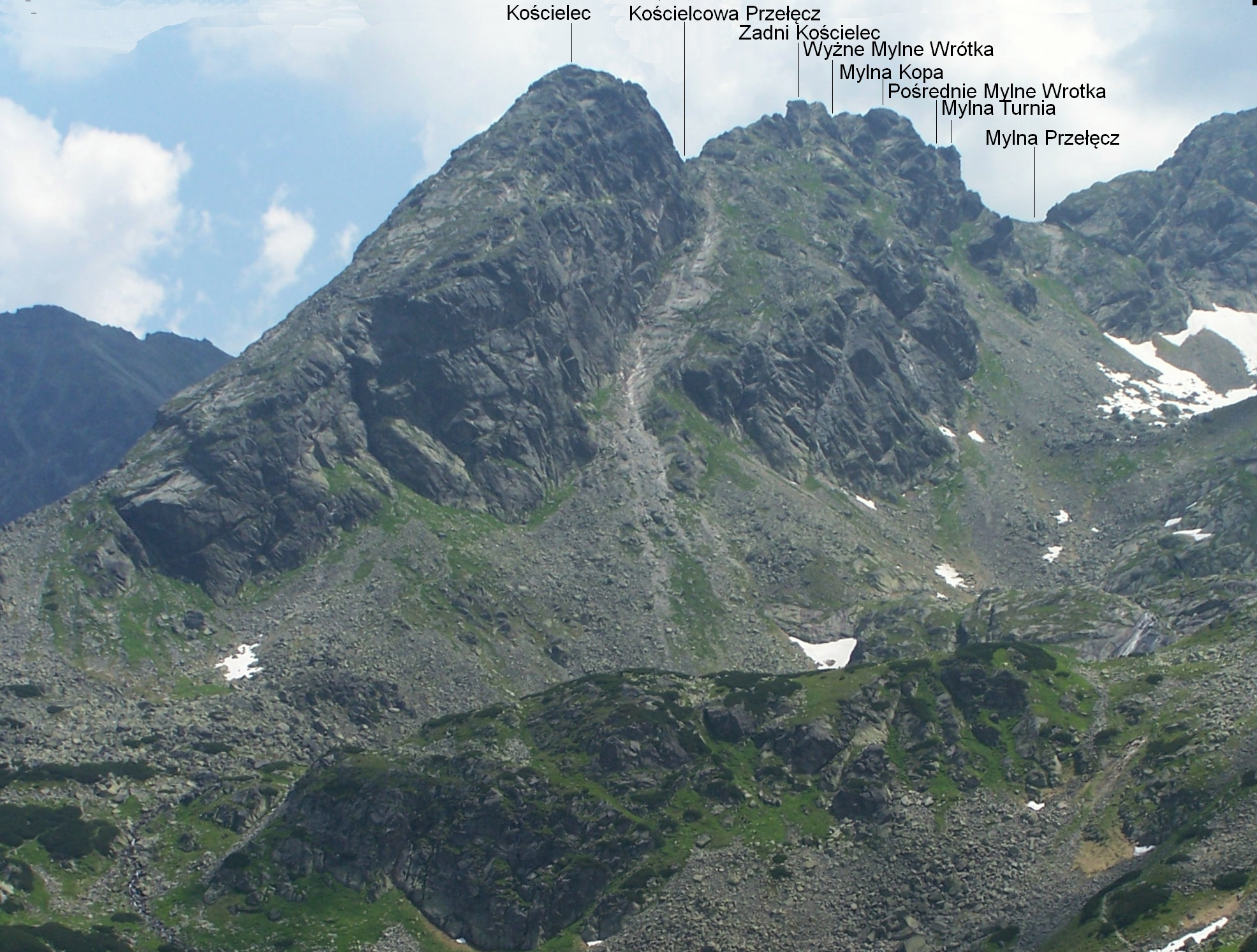
Widok na Zadni Kościelec i Kościelcową Przełęcz od strony zachodniej

## Opis jaskini
Jaskinię stanowi prawie poziomy korytarz zaczynający się w niewielkim, trójkątnym otworze wejściowym i pod koniec zwężający się w szczelinę nie do przejścia.

## Przyroda
W jaskini nie ma nacieków. Na ścianach rosną  mchy i porosty.

## Historia odkryć
Jaskinia była znana od dawna. Jej pierwszy plan i opis sporządzili A. Gajewska i M. Głuszkowski w 2000 roku.